# Safareig de reg
|  | No s'ha de confondre amb Safareig (llavador). |

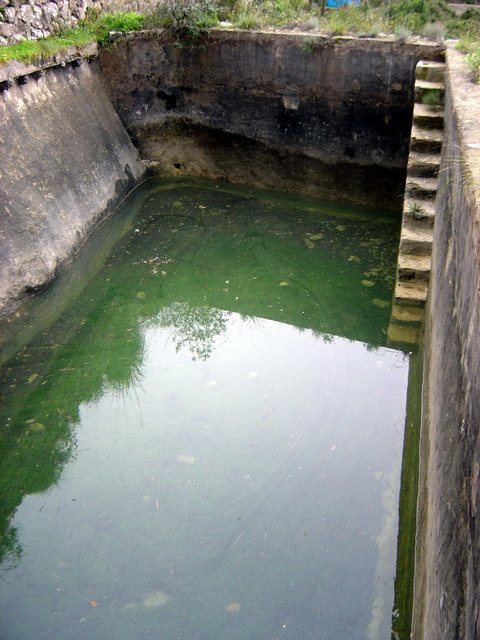
Safareig de reg típic

Un safareig de reg és una construcció hidràulica generalment d'obra (maó, tàpia o maçoneria), o bé excavat en el terra, en forma d'estany, usat generalment per a emmagatzemar-hi aigua per a regar.
Es solen construir al costat dels camps que han de regar, encara que també hi ha jardins que els inclouen amb fins estètics per al paisatge. també es pot configurar dins d'un edifici, com ara un hivernacle, com sol ser el cas en els jardins botànics.
Poden proporcionar hàbitat la petita fauna (peixos, gripaus, granotes, etc.). Un safareig es pot completar amb una font per a omplir-lo d'aigua.

## Origen

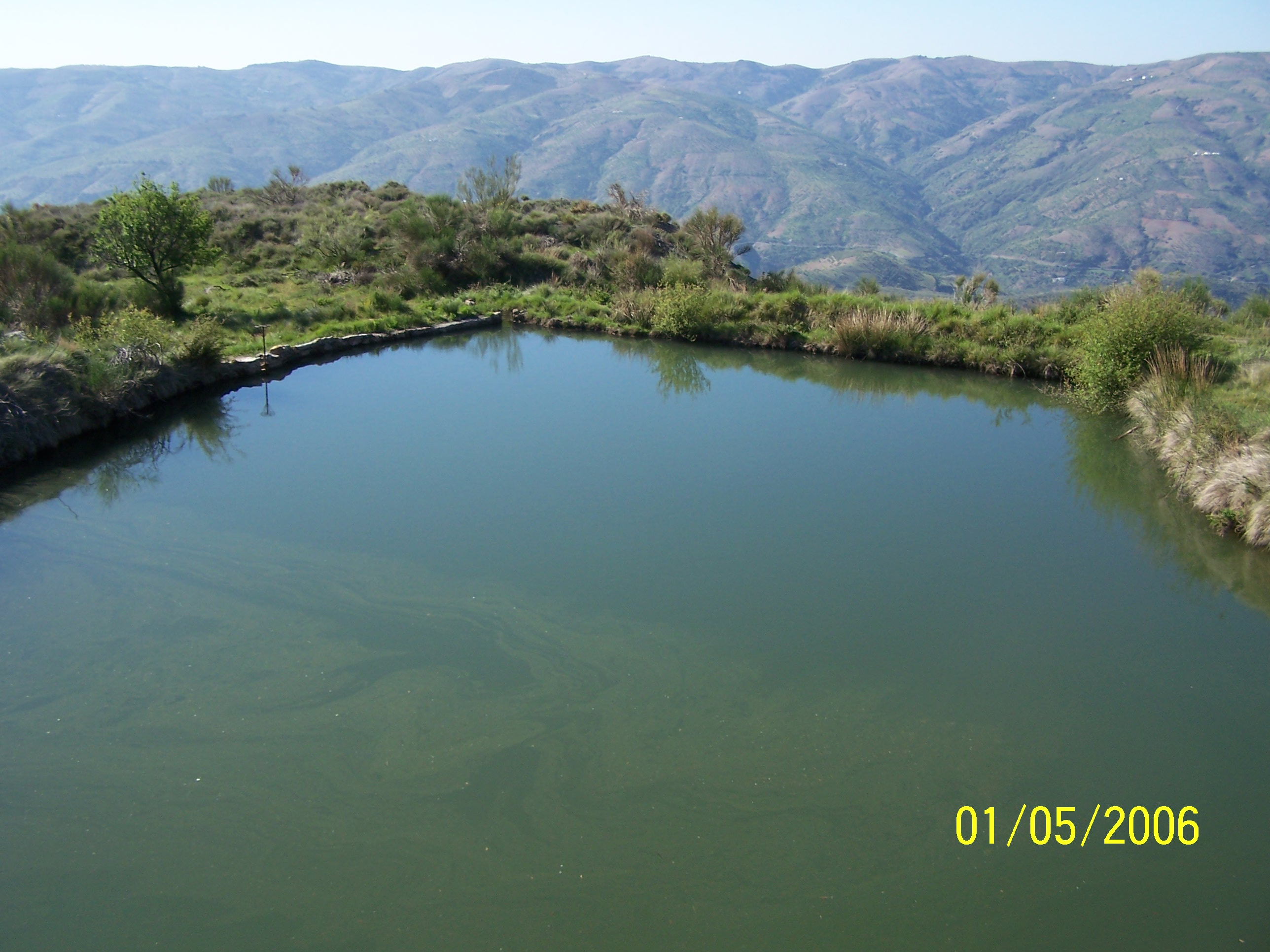
Safareig a Nieles (Alpujarra).

El concepte de safareig, en tant que bassa artificial, és conegut en totes les civilitzacions, amb usos similars als descrits per a aquelles. És l'ús intensiu d'aquest tipus de recurs tècnic per al regadiu, com a element de la xarxa de séquies, la qual cosa dona rellevància al model de safareig andalusí.
Fins i tot l'ús ornamental i d'oci es va donar de forma clara en l'arquitectura grega, persa, mesopotàmica i, per descomptat, romana, en les cases de la qual, el jardí era un entorn vital important. No obstant això, la civilització islàmica va refinar i va intensificar tots aquests conceptes.
L'aplicació de la denominació "safareig" a aquest tipus de construccions, data del segle xiii. Dos segles més tard, es registren els primers texts que estenen el concepte.

## Tipus de safareigs[4]

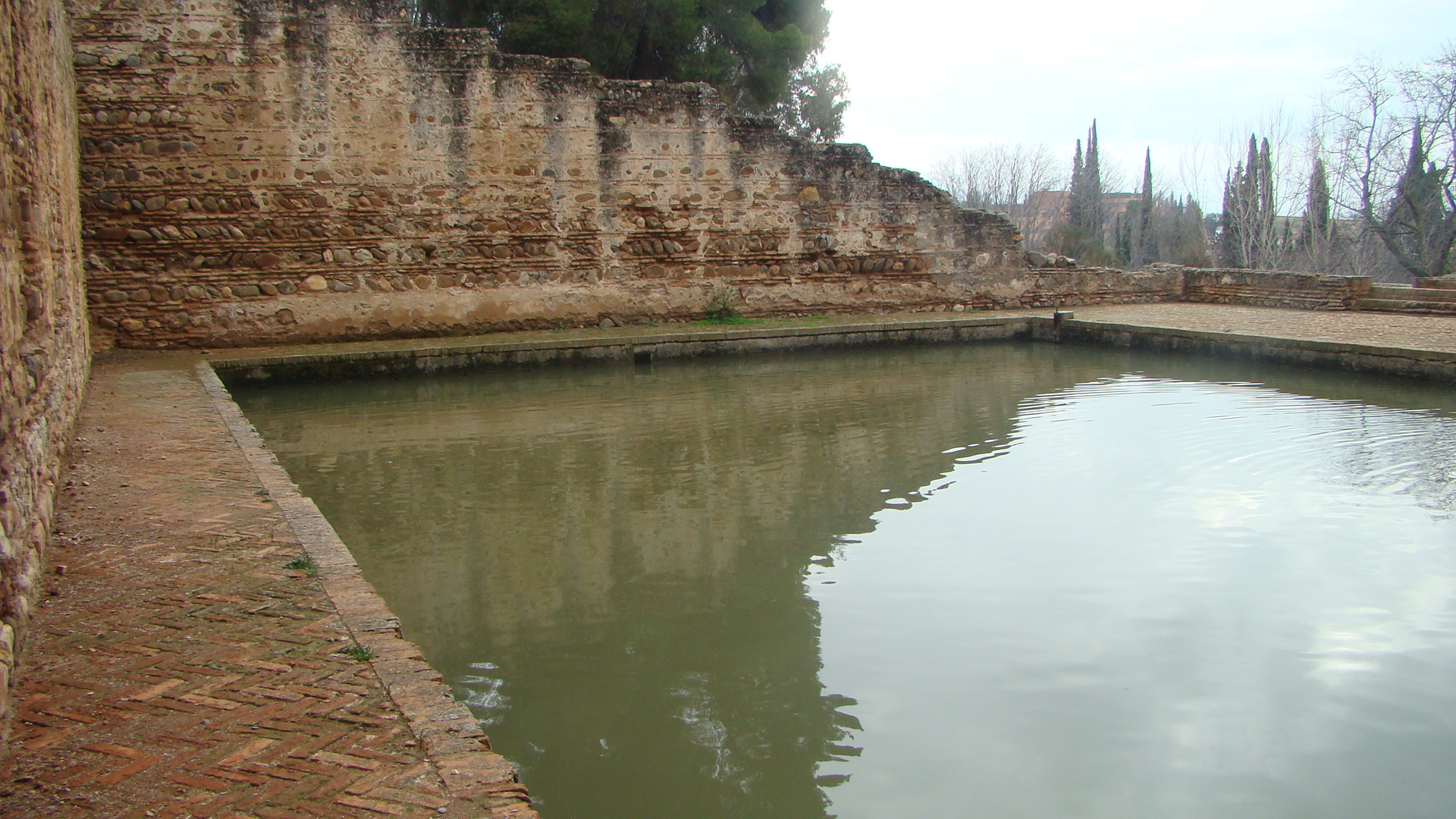
Albercón de las Damas (Granada).

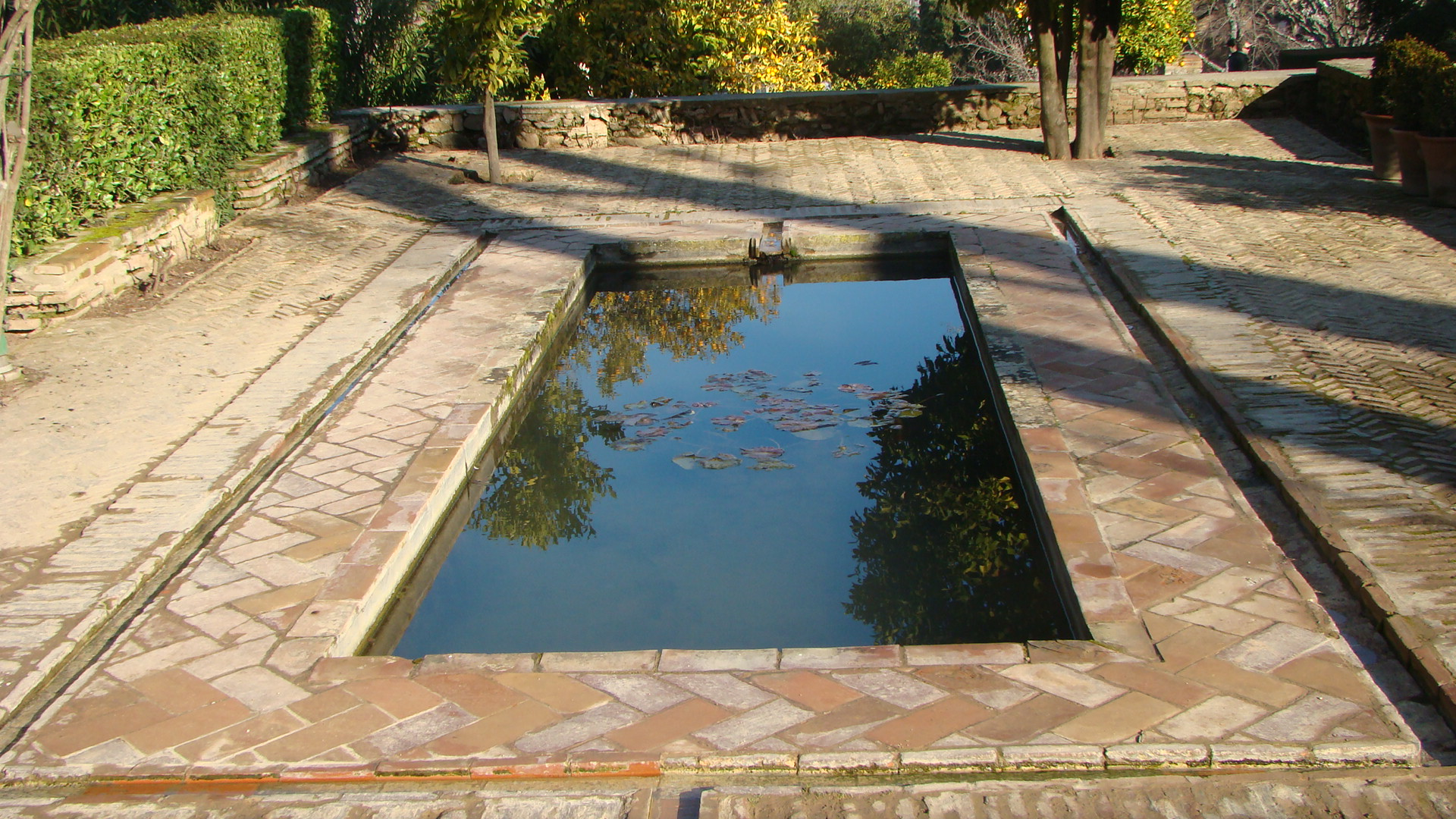
Safareig ornamental en el Palau de Yusuf III (Alhambra).

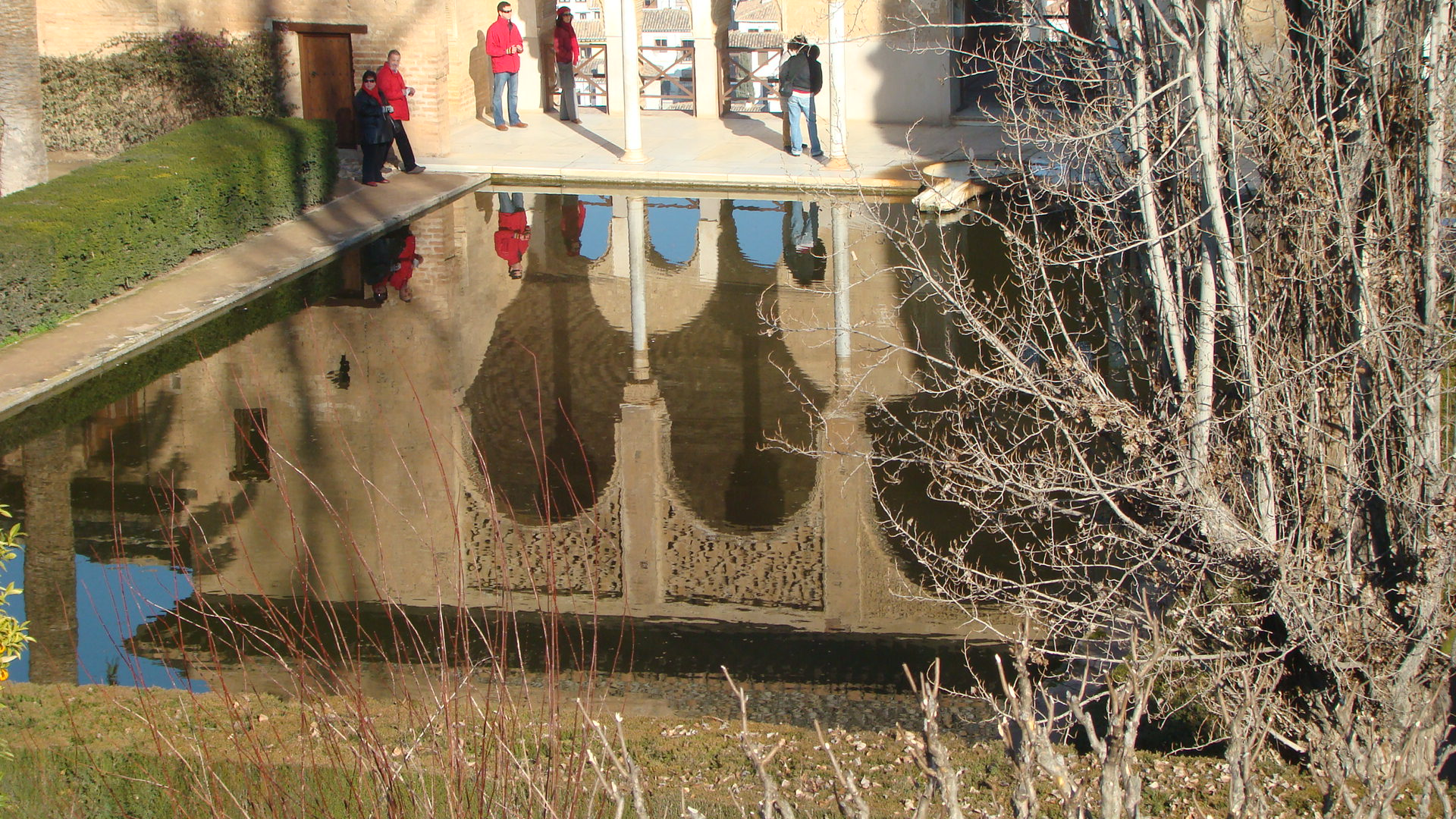
Safareig del Partal.

Segons la seva finalitat, es pot distingir diversos tipus de safareig:
- Safareig de reg. Solen ser estanys de dimensions reduïdes, normalment la necessària per regar les parcel·les a les quals estan associades, que reben l'aigua d'un branc de séquia d'ús comú. En La Alpujarra (Granada) s'han datat alguns safaretjos d'aquest tipus en èpoques anteriors al segle xv, com en el cas del Safareig de Tímar, al costat d'una ruta medieval. Solen estar vinculats a zones que es van explotar intensivament mitjançant regadiu en l'Edat Mitjana. Aquests antics safaretjos consisteixen en una excavació realitzada en el terreny, amb interior còncau, de manera que es dificulti la pèrdua d'aigua, alhora que s'evita que la pressió rebenti les parets laterals. Tan sols un petit mur de pedra reforça la sortida de l'aigua o "piquera", que es tancava mitjançant un rollizo vertical de fusta.[5]
- Safareig de distribució . Estanys de gran grandària, la funció de la qual és recollir aigua procedent, bé de les séquies principals, bé dels vessaments o de precipitacions, per emmagatzemar-la i distribuir-la en moments d'escassetat. Existeixen exemples de gran valor històric, com l'Estanque de las Damas, en el paratge conegut com Los Albercones, en la Alhambra, que es nodria de la Acequia Real, situada a una altitud inferior, gràcies a una canalització subterrània i al funcionament d'una sínia de sang, que elevava l'aigua des d'un pou.[6] També l'Albercón de Nieles, o l'Alberca Grande de Mecina, ambdues a les Alpujarres, estan datats amb anterioritat al segle xvii. Avui dia, es construeixen basses de gran grandària, amb materials moderns, per a la distribució d'aigua tant per a regadiu com per a proveïment, a manera de petits embassaments.
- Safareig ornamental. L'habitatge de la població granadina acomodada, en l'època d'Al-Ándalus, estava organitzada al voltant d'un pati amb un petit safareig la funció del qual era ornamental i ambiental. Solien situar-se al centre del pati, amb acabat en maó o pedra, i una petita font que, mitjançant una canal, aboca les seves aigües a aquella. Les cases de més entitat i palaus, van desenvolupar aquest model fins a nivells de gran valor arquitectònic i artístic, com ocorre en els palaus de la Alhambra i el Generalife, a Granada. En aquest tipus de safareig, les grans superfícies d'aigua s'entenen pels artistes musulmans com a superfícies esteses de decoració, reflectint l'arquitectura i, alhora, enriquint la imatge de l'edifici reflectit.[7]
- Safareig d'oci. En molts casos, els safaretjos dels Palaus tenien una destinació més relacionada amb l'oci que amb la mera ornamentació: Jocs navals (com era el cas del gran safareig, avui desaparegut, del Palau d'Alcázar Genil, a Granada), banys, etc. En aquest sentit, cal entendre l'aplicació inicial de la paraula safareig a les piscines,